# Helmut Kollhosser
Helmut Kollhosser (* 22. April 1934 in Grundschöttel, heute Stadtteil der Stadt Wetter (Ruhr); † 30. Dezember 2004) war ein deutscher Jurist und Hochschullehrer.
Kollhosser studierte in Köln und Mainz Rechtswissenschaften. Er wurde 1963 bei Josef Esser in Tübingen promoviert und habilitierte sich 1969 in Mainz bei Johannes Bärmann. Nach Lehrstuhlvertretungen in Tübingen, Mainz und Münster war er ab 1970 Inhaber eines Lehrstuhls für Bürgerliches Recht, Handelsrecht und Prozessrecht an der Westfälischen Wilhelms-Universität und leitete seit 1981 das Institut für Arbeits-, Sozial- und Wirtschaftsrecht. Rufe an die Universitäten Lausanne, Gießen, Konstanz und Mainz lehnte er ab. Die von ihm 1989 gegründete Münsterische Forschungsstelle für Versicherungswesen leitete er bis zu seinem Tod. Die medizinische Fakultät der Universität verlieh ihm 2003 die Ehrendoktorwürde. Kollegen, Wegbegleiter und Freunde überreichten ihm zum 70. Geburtstag eine zweibändige Festschrift "Recht und Risiko", die von seinen Schülern Reinhard Bork, Thomas Hoeren und Petra Pohlmann herausgegeben wurde.

## Werke
- 1963: Der Anscheinsbeweis in der höchstrichterlichen Rechtsprechung (Diss.)
- 1970: Zur Stellung und zum Begriff der Verfahrensbeteiligten im Erkenntnisverfahren der freiwilligen Gerichtsbarkeit
- 1985: Wertsicherungsklauseln im Spannungsfeld zwischen Vertragsfreiheit, Sozialpolitik und Währungspolitik
- 1992: Freiwillige Gerichtsbarkeit